# Messor aralocaspius
Messor aralocaspius är en myrart som beskrevs av Mikhail Dmitrievich Ruzsky 1902. Messor aralocaspius ingår i släktet Messor och familjen myror.

## Underarter
Arten delas in i följande underarter:
- M. a. aralocaspius
- M. a. infumatus